# Carska supruga Zhen
Carska supruga Zhen (27. veljače 1876. – 15. kolovoza 1900.), znana i kao carska plemenita supruga Keshun, bila je konkubina kineskog cara Guangxua. Njezina starija sestra bila je carska supruga Džin.
Zhen je došla u Zabranjeni grad, palaču careva u Pekingu, 1888. zajedno sa svojom sestrom. Bila je careva najdraža konkubina, te sljedeće godine dobiva naslov carske supruge.